# シュコダ MU-2
シュコダ MU-2は、1930年から1931年にかけて、チェコスロバキアのシュコダ社が開発した、試作豆戦車（Tančík、タンチック）である。
「MU」は「malý útočný vůz」（英：Small Assault Vehicle、日：小型攻撃車両）の略である。
試作車1輌のみ製造。

## 概要
1928年、イギリスのカーデン・ロイド社が、「カーデン・ロイド Mk.VI 豆戦車」を開発すると、チェコスロバキア陸軍（国防省）もこれに関心を持ち、ČKD（チェスコモラスカー・コーベン・ダニック、チェー・カー・デー、チェコダ）社にライセンス生産を行わせることになった。ČKD社はカーデン・ロイド社と、200輌のライセンス生産の交渉に入った。
これを見て、ČKD社のライバルにして、チェコスロバキア最大の兵器メーカーであるシュコダ社でも、戦車製造が莫大な利益になると見込んで、豆戦車＝装軌装甲車の製造への関心が高まった。
しかし、シュコダ社では、それまで、装輪装甲車の開発製造経験はあれど、戦車や装軌装甲車の開発製造経験は無かった。また、参考となる豆戦車の実車サンプルも図面も無かった。シュコダ社は0から開発しなければならなかった。
1930年3月、ČKD社向けの実車サンプルとして、3輌の「カーデン・ロイド Mk.VI 豆戦車」がチェコスロバキアに出荷された。
直後の同年4月、シュコダ社は国防省に、「自社も装軌装甲車を設計中であること」を通知した。
1930年5月、シュコダ社の申し出にもかかわらず、国防省はČKD社に、「カーデン・ロイド Mk.VI 豆戦車」のライセンスコピーである「CL-P」4輌の製造を命じた。
この「CL-P」の改良型である「P-1」が、「Vz.33豆戦車」として、制式採用されることになる。